# رأس العين (يبرود)
رأس العين قرية سوريّة تتبع إداريّاً لمحافظة ريف دمشق منطقة يبرود ناحية مركز يبرود، بلغ تعداد سكانها 2,754 نسمة حسب التعداد السكاني لعام 2004.